# 帝国観光
帝国観光株式会社（ていこくかんこう）とは、1976年3月まで存在し、東京ビルヂング内に本社を置いていたゴルフ場管理企業。
バブル崩壊よりも前に倒産し、再編の結果、次の表のように、西山興業などに経営譲渡された。
| 名称                     | 所在地                                               | その後                                         |
| ------------------------ | ---------------------------------------------------- | ---------------------------------------------- |
| 本社                     | 東京都千代田区丸の内二丁目7番3号 東京ビルヂング456区 | 再開発→TOKIA                                   |
| 本社分室                 | 東京都中央区八重洲四丁目5番地 藤和ビル7階            | 藤和不動産へ返還                               |
| 上越国際カントリークラブ | 新潟県十日町市                                       | サンライフ→十日町カントリークラブへ売却        |
| 館山カントリークラブ     | 千葉県館山市                                         | 西山興業グループに売却                         |
| 新千葉カントリー倶楽部   | 千葉県東金市                                         | 当社倒産直前に独立                             |
| 大宮国際カントリークラブ | 埼玉県さいたま市西区宝来                             | 西山興業グループに売却                         |
| 大宮カントリークラブ     | 埼玉県さいたま市西区飯田新田                         | 大宮カントリークラブ                           |
| 東京国際カントリー倶楽部 | 東京都町田市                                         | 会社更生法適用                                 |
| 秦野ゴルフコース         | 神奈川県秦野市                                       | 市川造園グループに売却                         |
| 愛野カントリークラブ     | 長崎県雲仙市                                         | HJ（千葉県市原市）のもとで再建を図っていく予定 |

| スタブアイコン | サブスタブ | この項目は、まだ閲覧者の調べものの参照としては役立たない、企業に関連した書きかけの項目です。この項目を加筆・訂正などしてくださる協力者を求めています（PJ:経済）。 |